# Эссенде, Самюэль
Самюэ́ль Эмманюэ́ль Эссенде́ Мбонгу́ (фр. Samuel Emmanuel Essende Mbongu; род. 30 января 1998 или 23 января 1998, Монфермей) —  конголезский и французский футболист, нападающий немецкого клуба «Аугсбург» и сборной ДР Конго.

## Клубная карьера
Эссенде — воспитанник клуба «Пари Сен-Жермен». 20 февраля 2016 года в матче против «Аррас» он дебютировал за дубль. 16 декабря в поединке против «Трелисак» Самуэль забил первый гол в Насьональ 2. В 2018 году на правах аренды перешёл в бельгийский «Эйпен». 6 октября в матче против «Антверпена» Эссенде дебютировал за бельгийский клуб.
В августе 2019 года, Эссенде стал игроком французского клуба «Авранш». 23 августа в матче против «Ле-Пюи» он дебютировал за новый клуб. 8 ноября в поединке против «Дюнкерка» Самюэль забил дебютный гол за «Авранш».
В 2021 году стал игроком «По». 24 июля в матче против «Нанси» он сыграл первый матч за новый клуб. 28 августа во встрече против «Дижона» Самуэль забил первый гол.
20 июня 2022 года подписал контракт с клубом «Кан». 30 июля в поединке против «Нима» дебютировал за клуб во французской Лиге 2. 20 августа против клуба «Генгам» Эссенде забил первый гол за новый клуб.
В июле 2023 года на правах аренды перешёл в португальский клуб «Визела». 12 августа в матче против «Спортинга» дебютировал и забил первый гол в чемпионате Португалии. В январе 2024 года «Визела» активировала опцию выкупа игрока и подписала новый контракт до лета 2026 года.